# Erythrolophus fascicorpus
Erythrolophus fascicorpus är en fjärilsart som beskrevs av Swinhoe 1892. Erythrolophus fascicorpus ingår i släktet Erythrolophus och familjen mätare. Inga underarter finns listade i Catalogue of Life.